# Bani Szuvajf
Bani Szuvajf, egyéb átírásokban: Bani Suwaif, Beni Szuef, Bani Suwayf, Beni Sueif, Beni Swaif, Beni Sweif (arabul: بني سويفا ) város Észak-Egyiptomban, a Nílus nyugati partján, Kairótól kb. 120 km-re délre. Az azonos nevű kormányzóság székhelye. Lakossága 218 ezer fő volt 2008-ban.
Mezőgazdasági központ, a szőnyeggyártásáról is ismert.
A város és Kairó között fekszik a mejdúmi piramis, illetve a várostól nyugatra a Fajjúm-oázis. A közelben állt az ókori Káhún, a piramisváros, és Heneneszu (későbbi görög nevén Herakleopolisz Magna) a felső-egyiptomi 20. nomosz központja. Ez utóbbi város az innen származó uralkodócsalád idején Memphisz és Théba között Egyiptom fővárosa is volt.

## Fordítás
- Ez a szócikk részben vagy egészben  a   Bani Suwaif című német Wikipédia-szócikk fordításán alapul.  Az eredeti cikk szerkesztőit annak laptörténete sorolja fel. Ez a jelzés csupán a megfogalmazás eredetét és a szerzői jogokat jelzi, nem szolgál a cikkben szereplő információk forrásmegjelöléseként.